# Der Firmling
Der Firmling ist ein etwa 22-minütiger Kurzfilm (615 m) von Karl Valentin aus dem Jahr 1934. Die Text-Vorlage entstand 1922. In der Titelsequenz heißt es weiter: „Eine tolle Groteske zum Lachen und Nachdenken von Karl Valentin und Liesl Karlstadt“.

## Handlung
Ein angetrunkener, schon älterer Vater (Karl Valentin) und sein soeben gefirmter Sohn (Liesl Karlstadt) betreten ein vornehmes Weinlokal. Sie steuern einen Zwei-Personen-Tisch an und wirbeln derangiert den Tisch mit allem darauf und drumherum durcheinander. Als sie die Ordnung wiederhergestellt haben, kommt der Ober und reicht die Speise- und Weinkarte. Der Junge, genannt Pepperl, möchte einen Emmentaler Käse, aber der Vater entdeckt auf den Karten nur einen „Affentaler“ und bestellt diesen in der Annahme, es handele sich um einen Käse. Das Gespräch des Vaters mit dem Ober ist von Missverständnissen gekennzeichnet, was Pepperl amüsiert, woraufhin er sich eine Ohrfeige einfängt. Statt eines Käses bestellt der Vater auf Wunsch seines Sohnes Makkaroni mit Schinken. Es entflammt eine Wortklauberei um die Portionszahl und -größe. Vater und Sohn singen „Schön ist die Jugendzeit“. Der Vater trinkt zwischendurch Schnaps und wird handgreiflich gegen seinen Sohn, als er von dessen Liedwiederholung genervt ist. Er erzählt nun eintreffenden Gästen, dem Ober und laut vor sich hin, wie er den Firmungsanzug beschafft hat. Dabei versteift er sich auf das Detail, dass der Anzug, den ihm sein Kriegskamerad geschenkt hat, seinem Pepperl gepasst habe, obwohl der Kriegskamerad seinen Buben gar nicht gekannt habe. Sichtlich betrunken wiederholt er diesen banalen Sachverhalt stets von Neuem. Pepperl wird bald schlecht, weil er zur Feier des Tages eine Zigarre zum Rauchen bekommen hat, und dem Vater aufgrund des Alkoholkonsums auch. Erneut gehen Tisch und Stühle, aber auch der Vater selbst, zu Boden. Der Junge versucht vergeblich den Vater auf einen Stuhl zu setzen. Der Ober kommt mit der Bestellung und mahnt das Benehmen der beiden an. Der Vater verteidigt sich und erkennt dabei Pepperl nicht mehr. Der Ober stellt den Makkaroni-Teller auf den Tisch und verlangt schnelles Aufessen, aber der Vater wirft den Tisch ein weiteres Mal um. Pepperl hängen Makkaroni aus dem Mund, während der Vater vom Boden aufgehobene Makkaroni unter seinen Hut und in seine Hosentaschen steckt. Pepperl schleift beim Verlassen der Weinstube seinen Vater hinter sich her, dabei ramponieren sie weiteres Mobiliar.

## Entstehung
Die Grundidee stammt von Liesl Karlstadt, die im Frühjahr 1922 in einem Münchner Zigarrengeschäft Zeugin eines Berichtes über einen „erstaunlicherweise“ passenden gebrauchten Firmungsanzug geworden war. Das ausgearbeitete Stück, von dem es Typoskripte mit kleineren Abänderungen unter dem Titel „Der verhängnisvolle Firmungstag“ gibt, wurde am 9. Dezember 1922 in München im Germania-Brettl uraufgeführt. Der Film entstand 1934 unter unbekannter Regie als Produktion der Arya Film GmbH, München. Eine auf der Filmversion basierende Tonaufnahme von 14 Minuten Länge (um die stillen Slapstick-Momente gekürzt) ist in der Gesamtaufnahme Ton des Trikont Verlages zu hören.

## Rezeption
Der Filmwissenschaftler Georg Seeßlen bescheinigt Valentin und Karlstadt „eine gute Beobachtungsgabe“. Diese ermöglichte es den beiden, den Fortgang der Ausgangssituation, in der ein einfach gestrickter angeheiterter Mann in ein Lokal, das für Leute wie seinesgleichen nicht gedacht ist, stolpert, imaginabel zu gestalten. So stellt auch Michael Schulte in seiner Rowohlt-Monographie fest, dass die Darstellung des Betrunkenen „bis in die kleinste Geste der Wirklichkeit abgeschaut, vollendet naturalistisch“ ist. Er führt weiter aus, dass das Werk ein betont soziologisches Moment auszeichne, denn im selben Maße wie des Vaters Trunkenheit wachse, nehme auch seine Souveränität ab, im Gegensatz zum anfangs kichernden, am Ende den Vater wegbringenden Sohn. Schließlich merkt Schulte an: „Das für Valentin Untypische dieses Einakters ist, daß der soziale Ort der Personen von primärer Bedeutung ist, daß das Stück weniger auf Valentins unverwechselbarer Dialogführung, die die eigentliche Rolle nebensächlich werden läßt, als auf Menschenkenntnis, Beobachtungsgabe und naturgetreuer Realisation beruht.“
Im Booklet der 2002 erschienen Gesamtaufnahme Ton heißt es: „Valentins und Karlstadts genialer Einakter über einen Vater und seinen Firmlingsbuben Pepperl, die am Firmungstag mitsammen in ein ‚feines Weinrestaurant‘ geraten, gilt – neben dem Film Die Erbschaft – zurecht als einer der bösesten und trotzigsten Kurzfilme gegen fremde bourgeoise Regeln und über die Tragik des Kleinbürgerlebens.“ Der Valentin-Biograf Wolfgang Till bescheinigte Karlstadt, hier so gut wie nie gespielt zu haben, ihrem Partner ebenbürtig, und lobte außerdem die klare, geradlinige und „ganz dem Rhythmus der beiden Akteure hingegeben[e]“ Regiearbeit. Herbert Achternbusch adelte den Firmling als „besten deutschen Film“ und Seeßlen bekundete, er schaue den Film immer wieder gerne an.
Einige Rezensenten der 1960er Jahre charakterisierten das Stück als „Clownerie“. Piero Rismondo meinte in der Wiener Zeitung Die Presse, diese beginne mit den umgeworfenen Sesseln und Tischen und ende mit dem Spaghettiessen. Im Kleinen Volksblatt befand ein mit „Dr. J. “ zeichnender Rezensent das Stück als wenig geschmackvoll und „eher der Clownerie zugeneigt“. „Gustiös“, also appetitlich, könne „man diesen Oktoberfest-Klamauk wirklich nicht nennen“. Lothar Sträter sah im Hamburger Abendblatt die Szenen ebenfalls als Clownerien an, fand aber, dass diese durchaus sein dürften.
Axel von Ambesser schrieb im Programmheft zu seiner Firmling-Inszenierung, wer „Sinn für Ironie und Sprachbrillanz“ habe, das „Spiel mit dem Wort und Witz aus dem Wort“ schätze, werde „von Valentins Stücken nicht befriedigt sein“. „Aber die naiven, abstrusen Grübeleien Valentins haben eine poetisch-komische Kraft, die mit anderem in der deutschen Bühnendichtung nicht zu vergleichen ist.“ In der Wiener Zeitung meinte Edwin Rollett, Valentin habe „sehr sparsame Motive“ verwendet, die „nicht aus dem Bereich der Phantasie, sondern aus der Realität des kleinen Alltags“ bezogen worden seien. Er habe „durch den erbitterten Kampf, den seine Typen mit den banalen Gegebenheiten des Lebens führen, immer, zumal in eigener Darstellung, die größten Wirkungen erzielt“. Kurt Kahl war sich, wie er in einer Zeitung namens Heute schrieb, sicher, dass das Stück „weiterleben“ werde, weil die geschaffene Vaterfigur Raum für Ausgestaltung und Interpretation lasse. In seiner für Hoffmann und Campe verfassten Biografie bezeichnete Michael Schulte den Firmling als „eins der Glanzlichter in Valentins Repertoire“.
Im August 1931 versuchte die Katholische Kirche Stimmung gegen ein Schaukastenfoto und indirekt auch gegen das Stück selbst zu machen, weil angeblich „eine unwürdige und verletzende Verzerrung des heiligen Sakraments der Firmung“ vorläge. Obwohl es keine Beschwerden aus der Bevölkerung gab, entfernte Valentin beziehungsweise der Fotograf das Foto. Valentin empfand das Ganze als Schikane und drohte, München den Rücken zu kehren.

## Trivia
- Der evangelische Valentin vermischte, unbemerkt vom Regisseur, die Begriffe „Kommunion“ und „Firmung“:[6] Der Firmling trägt offensichtlich eine Taufkerze, wie dies zur ersten Kommunion, jedoch nicht zur Firmung üblich ist. In früherer Zeit war es im Katholizismus nicht ungewöhnlich, Kommunion und Firmung gemeinsam zu feiern. So könnte es sich in der gezeigten Szene durchaus um eine zusammengefasste Kommunion- und Firmungssituation handeln.
- Der Klosterlikör, den Valentin in der Rolle des Vaters zu sich nahm, war in Wirklichkeit Schwarzer Tee.[1]
- Der Film erhielt – nachdem es 1931 bereits den Vorfall mit dem Aushangfoto gegeben hatte – noch im Jahr des Erscheinens wegen „Verletzung religiösen Empfindens“[1] ein Jugendverbot.[15]
- Wolfgang Till verglich die Szene, in der der Vater am Boden liegt und mantraartig seinen Satz vom passenden Anzug wiederholt, mit der Chaplin-Szene, in der ein nicht mehr standfester betrunkener Maler sein Bild auf dem Fußboden weiter zu malen versucht.[6]